# Flintsbach am Inn

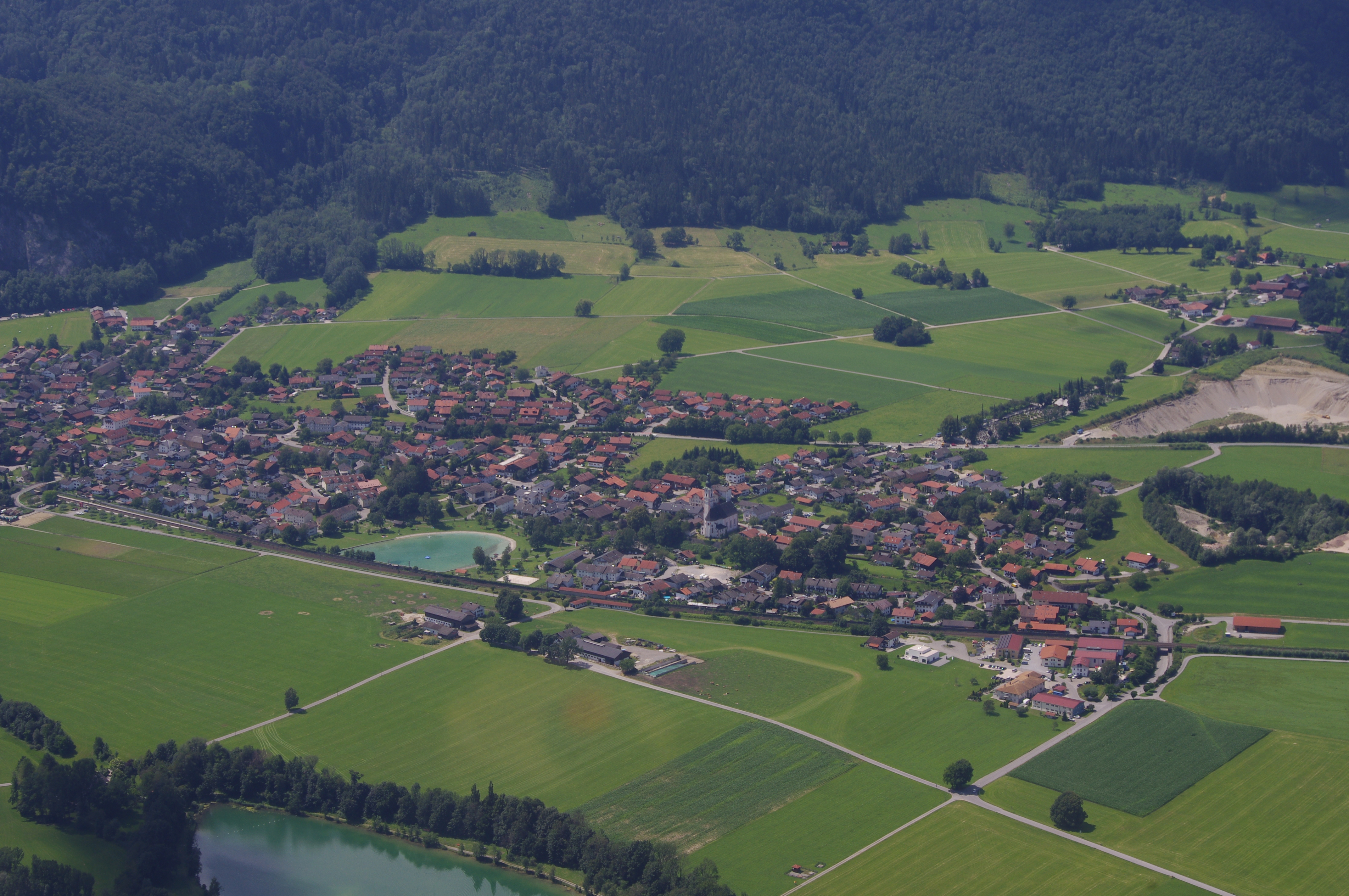
Luftaufnahme von Flintsbach am Inn von Nordost

Flintsbach am Inn (amtlich: Flintsbach a.Inn) ist eine Gemeinde und ein Pfarrdorf im oberbayerischen Landkreis Rosenheim.

## Geographie

### Geographische Lage und Verkehr
Flintsbach am Inn grenzt im Norden an die größere Nachbargemeinde Brannenburg. Die Siedlungsschwerpunkte der beiden Gemeinden berühren sich fast. Flintsbach liegt am Fuße vom Großen Madron, Kleinen Madron, Maiwand und Riesenkopf. Die Staatsstraße 2089 und die Bundesautobahn 93 führen durch die Gemeinde. Flintsbach ist über deren Anschlussstelle Brannenburg direkt erreichbar. Nach Rosenheim sind es 17 km, nach Oberaudorf 10 km und über das Sudelfeld nach Bayrischzell 20 km (mautpflichtig). Die Landeshauptstadt München ist ca. 70 km entfernt, nach Kufstein ins benachbarte Tirol sind es 17 km und nach Salzburg 70 Kilometer.
In Flintsbach gibt es eine Bahnstation an der Strecke Rosenheim–Kufstein, die im Stundentakt ausschließlich von der BRB (Bayerischen Regiobahn) (vormals:Meridian) bedient wird. Es bestehen Linienbusverbindungen Richtung Rosenheim und Kufstein sowie mit der „Wendelstein-Ringlinie“ Richtung Bad Feilnbach, Fischbachau und Bayrischzell. Am Wochenende verkehrt für Nachtschwärmer der Diskobus zwischen den Städten Kufstein und Rosenheim.
Besonders bei Motorradfahrern beliebt ist die serpentinenreiche und mautpflichtige Sudelfeldstraße, die beginnend in Brannenburg vorbei am Wasserfall Tatzelwurm nach Bayrischzell führt.
Die höchste Erhebung auf Gemeindegebiet ist der Gipfel des wenig bekannten Dümpfel (Dümpfl) mit 1354 m ü. NHN. Knapp dahinter folgen der Riesenkopf mit 1337 Metern und der Rehleitenkopf mit 1338 Metern.

### Nachbargemeinden
|  | Brannenburg |                |
|  | Kompass     | Nußdorf am Inn |
|  | Oberaudorf  | Erl (Tirol)    |

### Gemeindegliederung
Es gibt 17 Gemeindeteile (in Klammern ist der Siedlungstyp angegeben):
- Asten (Einöde)
- Au (Weiler)
- Bauer a.Berg (Einöde)
- Einöden (Dorf)
- Erlach (Weiler)
- Falkenstein (Dorf)
- Fischbach am Inn (Kirchdorf)
- Flintsbach am Inn (Pfarrdorf)
- Hafnach (Weiler)
- Kirnstein (Weiler)
- Laar (Einöde)
- Petersberg (Einöde mit Kirche)
- Regau (Einöde)
- Ried bei Einöden (Einöde)
- Tiefenbach (Dorf)
- Wagnerberg (Einöde)
- Zankel (Einöde)

### Klima
Das in Flintsbach vorherrschende Mikroklima lässt sich durch seine Lage an einer Engstelle des Inntals sowie der Höhenlage von 479 Metern über dem Meeresspiegel erklären. Ebenfalls wichtigen Einfluss hat der sogenannte ‚Erler Wind‘, ein starker orographischer Fallwind, der am späten Abend einsetzt und meist am späten Vormittag gegen 11 Uhr in die entgegengesetzte Richtung, also taleinwärts, wenn auch weniger stark, zurückfließt. Früher galt der Erler Wind als sicheres Barometer, da bei ausbleibendem Zurückfließen mit großer Wahrscheinlichkeit ein Ende des schönen Wetters zu erwarten war.
Der kontinentale Einfluss, der den südlichen Teil Deutschlands dominiert, ist auch in Flintsbach bemerkbar, wo durch die räumliche Nähe zu den Alpen kalte Winter mit Durchschnittstemperaturen zwischen −6 und +2 °C im Tagesverlauf vorherrschen. Circa die Hälfte des Niederschlags fällt in Form von Schnee, so dass der Boden im Winter meist von einer Schneedecke (zwischen 15 und 30 cm) bedeckt ist.
Im Sommer gleichen die Temperaturen denen in den übrigen Teilen Deutschlands, sie betragen durchschnittlich zwischen 13 °C am Morgen und 23 °C am Nachmittag. Aber der Sommer ist zugleich die niederschlagsreichste Zeit des Jahres. Mächtige Gewitterwolken, die gegen die Berghänge getrieben werden, entladen sich mit nicht selten gewaltigen Regengüssen. So werden in den Monaten Juni und Juli oft Niederschlagswerte von bis zu 150 mm pro Monat erreicht, der Jahresdurchschnitt liegt bei ca. 1075 mm. Trotz dieser zahlreichen Gewitter, die meist am späten Nachmittag auftreten, scheint die Sonne durchschnittlich 8 Stunden am Tag.

### Natur

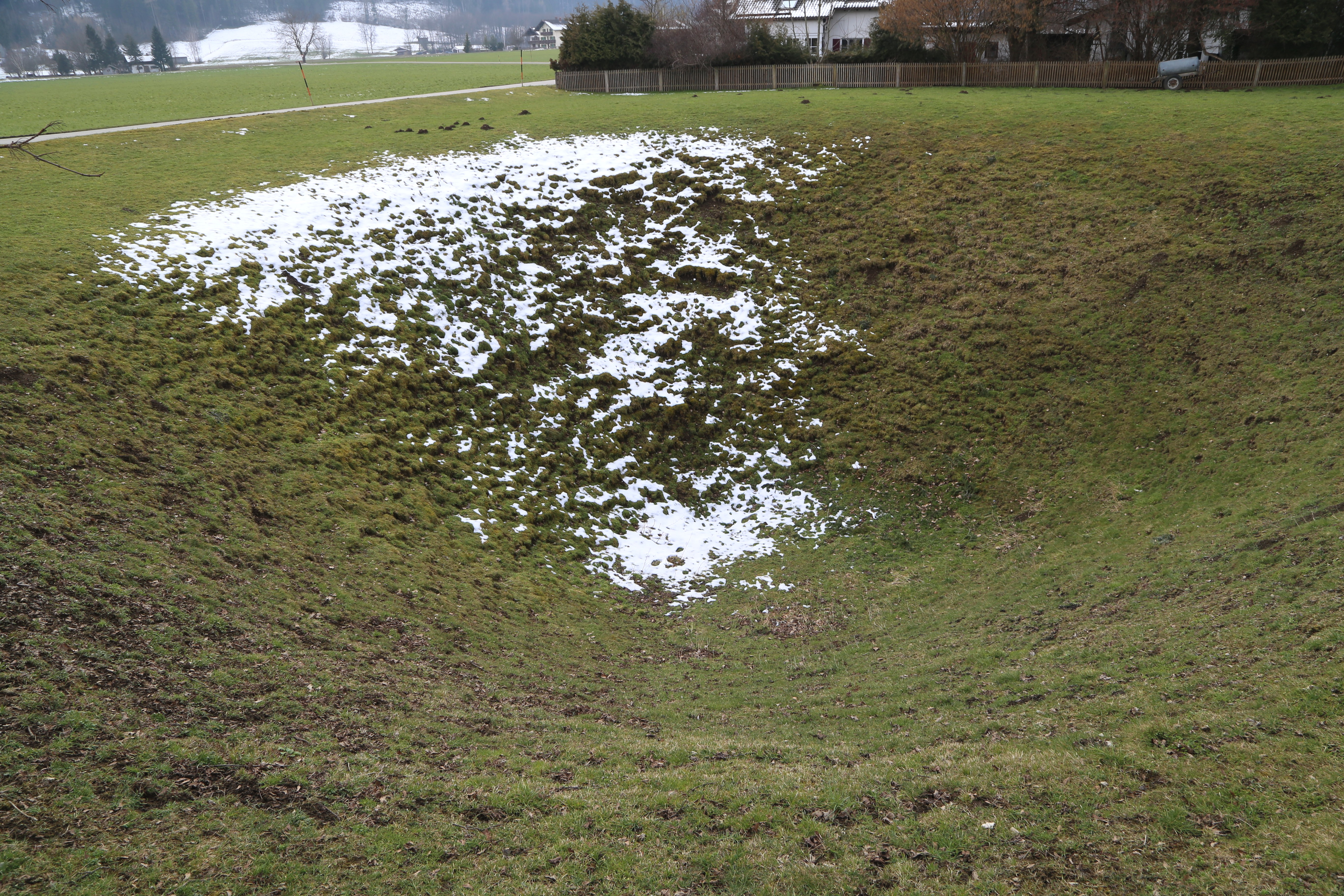
Doline Wolfsgrube

Folgende Schutzgebiete berühren das Gemeindegebiet:
- Landschaftsschutzgebiet Inntal Süd (LSG-00595.01)
- Landschaftsschutzgebiet Inschutznahme von Landschaftsteilen des erweiterten Soinkargebietes in den Gemeinden Brannenburg, Flintsbach am Inn und Oberaudorf (LSG-00223.01)
- Landschaftsschutzgebiet Schutz des Auerbachtales einschl. Regau (am Förchenbach) und Bichlersee, Gemeinden Niederaudorf, Oberaudorf, Flintsbach und Kiefersfelden (LSG-00047.01)
- Nationaler Geotop und Naturdenkmal Gletscherschliff bei Fischbach am Inn (187R004)
- Geotop und Naturdenkmal Doline Wolfsgrube bei Flintsbach (187R002)

## Geschichte

### Bis zum 19. Jahrhundert
Flintsbach am Inn wurde 986 als Flinsbach erstmals urkundlich erwähnt. Der Name geht auf mittelhochdeutsch flins ‚Kiesel, Felsgestein‘ zurück. Im Mittelalter war auch der Name Wolfsgrup für den Ort gebräuchlich (1040: in vicis Wolfsgrupa, qui alio nomine Flinsbach dicitur).
Flintsbach wurde erstmals erwähnt in den Traditionscodices des Brixener Domstifts in den Jahren 975–1006. Um 1165 erschien es im berühmten Falkensteiner Codex des Grafen Siboto IV. von Falkenstein und war der Hauptort dieser Grafen, die eines der bedeutendsten Geschlechter Südostbayerns waren und die vier Herrschaftsgebiete Neuburg bei Vagen (Bad Aibling), Falkenstein im Inntal, Hartmannsberg westlich des Chiemsees und Hernstein im Wiener Wald besaßen. Hier in Flintsbach  lagen die ältesten Besitzungen der Sigbotonen, die um 1272 ausgestorben sind.
Der herzoglich-bayerische Gerichtssitz Falkenstein bei Flintsbach gelangte durch Verkauf im Jahr 1556 an Georg Hundt aus Lauterbach in den Besitz der Herren von Hundt. Über die Freiherren von Ruepp (1642) ging Unter-Falkenstein 1768 an Max Graf von Preysing-Hohenaschau. Das Preysing’sche Herrschaftsgericht Falkenstein umfasste auch die Hofmarken Brannenburg, Holzhausen und Redenfelden. Die Burg wurde 1784 und 1789 Brand beschädigt. Max Graf von Preysing-Hohenaschau verlegte den Gerichtssitz nach Brannenburg.
Flintsbach war zugleich Urpfarrei, deren Grenzen noch bis 1868 im Süden Oberaudorf und Kiefersfelden und bis 1952 im Norden Degerndorf umfasste. Die damaligen Höfe, deren Hausnamen sich bis heute erhalten haben, gehörten grundherrlich zur Burg Falkenstein, zur Propstei Petersberg oder zur Pfarrkirche Flintsbach.
Der Ort wurde im Zuge der Verwaltungsreformen in Bayern 1818 eine selbständige politische Gemeinde. Die letzten adeligen Vorrechte wurden mit der Revolution von 1848 aufgehoben.

### 20. Jahrhundert
Im Ersten Weltkrieg fielen 63 Männer aus Flintsbach. Im Zweiten Weltkrieg fielen 111 Angehörige der Pfarrei, 54 sind vermisst und 4 kamen in der Heimat um.
Im Jahr 1970 wurde Flintsbach zum Luftkurort erhoben. 1986 feierte die Gemeinde 1000 Jahre Siedlungsgeschichte unter dem Namen Flintsbach.

### Eingemeindungen
Im Zuge der Gebietsreform in Bayern wurden am 1. April 1971 wurden Gebietsteile der aufgelösten Gemeinde Niederaudorf (Fischbach südlich des Markbachs bis Kirnstein) eingegliedert.

### Einwohnerentwicklung
Zwischen 1988 und 2023 stieg die Einwohnerzahl der Gemeinde von 2207 auf 3128, was einem Wachstum von 41,73 % entspricht.

## Politik

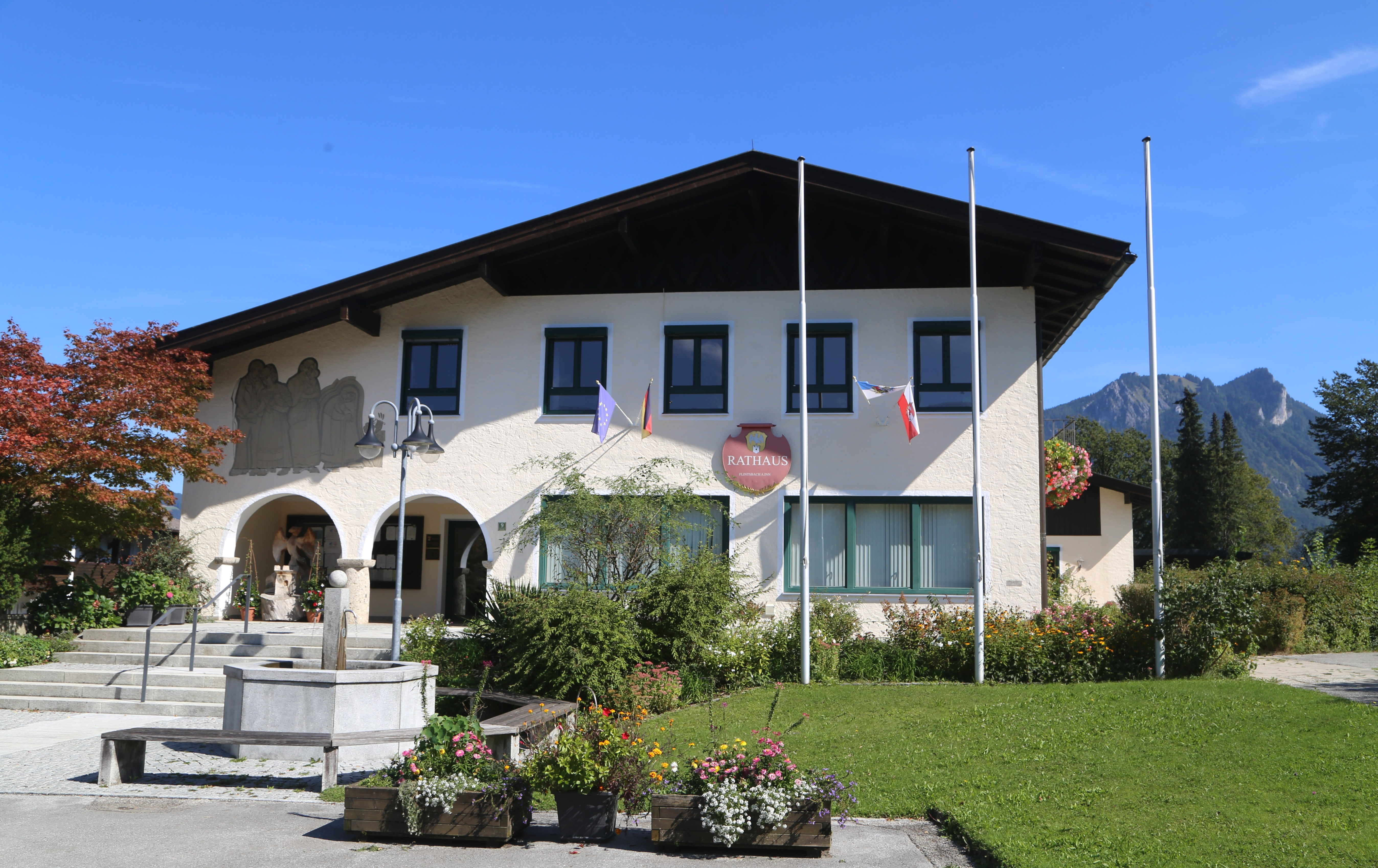
Rathaus

### Gemeinderat
16 ehrenamtliche Gemeinderäte bilden zusammen mit dem hauptamtlichen Ersten Bürgermeister den Gemeinderat von Flintsbach am Inn. Der Gemeinderat wurde zur Wahl 2020 auf Grund des Anstiegs auf über 3000 Einwohner von 14 auf 16 Sitze aufgestockt. Die letzten Wahlen erbrachten jeweils folgende Ergebnisse:
|                         | 2020 | 2014 | 2008 | 2002 |
| ----------------------- | ---- | ---- | ---- | ---- |
| CSU                     | 7    | 7    | 6    | 7    |
| SPD                     | 3    | 3    | 3    | 4    |
| FW Flintsbach-Fischbach | 6    | 4    | 5    | 3    |
| Sitze insgesamt         | 16   | 14   | 14   | 14   |

### Bürgermeister
Bei der Kommunalwahl 2014 wurde der seit 1996 amtierende Bürgermeister Wolfgang Berthaler (CSU) zum Landrat des Landkreises Rosenheim gewählt. Als neuer Bürgermeister wurde Stefan Lederwascher (CSU) gewählt und 2020 in der Stichwahl im Amt bestätigt.

### Wappen
Blasonierung: In Rot ein silberner goldbewehrter Falke, sitzend auf einem aus dem Schildfuß wachsenden silbernen Zinnenturm.
Der Falke ist das für den Namen redende Wappentier der um 1272 ausgestorbenen Grafen von Falkenstein. Das Dynastengeschlecht war in Flintsbach und Umgebung reich begütert und übte die Gerichts- und Grundherrschaft aus. Die Burg Falkenstein befand sich in der Gemarkung der Gemeinde Flintsbach. Zur Unterscheidung von anderen Gemeindewappen mit dem goldenen Falkensteiner Falken (Feldkirchen-Westerham, Oberaudorf, Prien u. a.) erhielt der Falke mit Silber eine andere Farbe und wurde sitzend auf einem Zinnenturm dargestellt. Der Zinnenturm symbolisiert die noch erhaltene Turmruine der Burg Falkenstein. Um diese historische Verbindung zu pflegen, erhielt ein Gemeindeteil den Namen Falkenstein.

## Kultur und Sehenswürdigkeiten
- Volkstheater (das zweitälteste Volkstheater Deutschlands)
- Pfarrkirche St. Martin
- Kloster Sankt Peter am Madron (Wallfahrtskirche auf dem Petersberg)
- Gletscherschliff östlich von Fischbach
- Burgruinen Ober-Falkenstein, Unter-Falkenstein und Kirnstein
- Kleiner Madron mit Ausgrabungsort eines alten Klosterfriedhofs
- Pfarrmuseum mit bedeutenden Funden aus der Römerzeit
- Wolfsgrube (Doline)
- Philosophenfall und Wolfsschlucht (30 bzw. 40 Meter hohe Wasserfälle)
- Hohe Asten (höchstgelegene Bauernhöfe Deutschlands)
- Arzmoos (Hochalm-Gebiet und Wasserfall am Sudelfeld)

In den Nachkriegsjahren war der Fremdenverkehr eine Haupteinnahmequelle. Der Fremdenverkehr spielt in der Gemeinde nach wie vor eine große Rolle, zahlreiche Privatvermieter und Gasthöfe bieten Fremdenzimmer und Ferienwohnungen an.

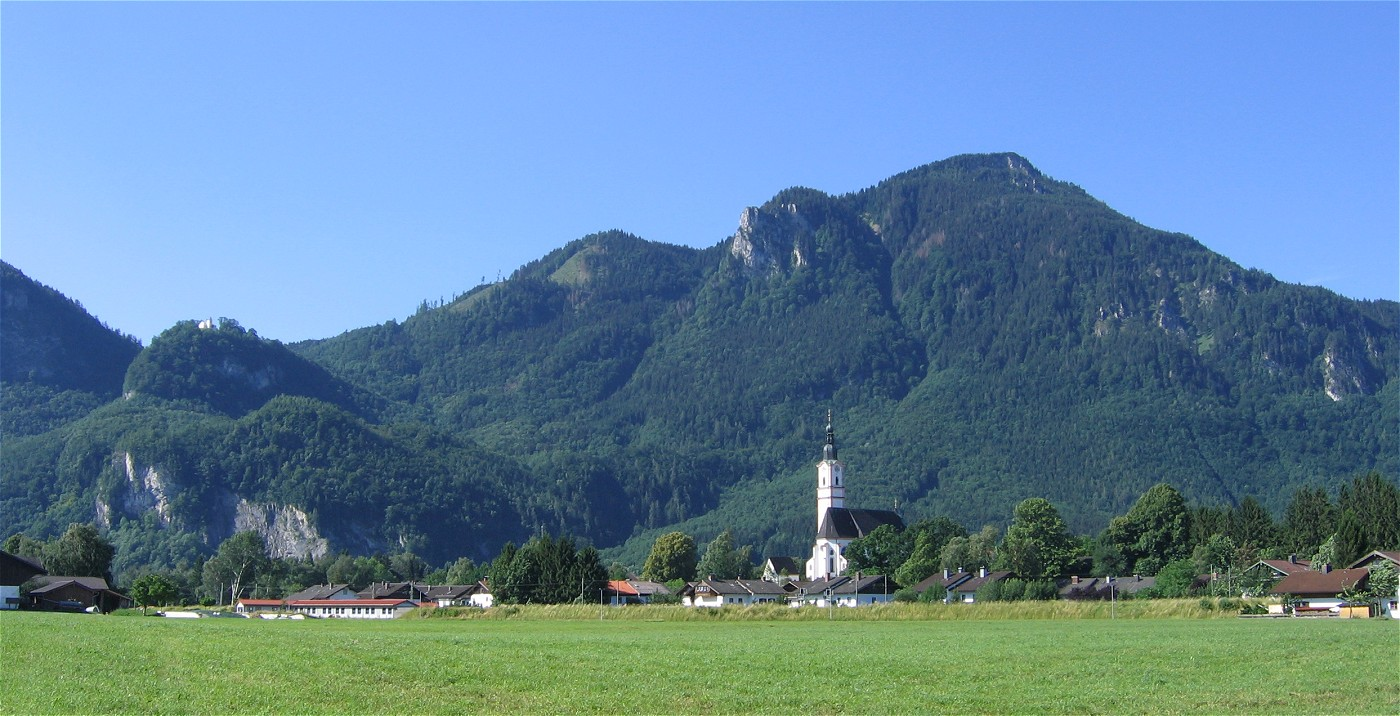
Flintsbach vor Petersberg (links), Rehleitenkopf, Maiwand, Großer Riesenkopf (rechts)
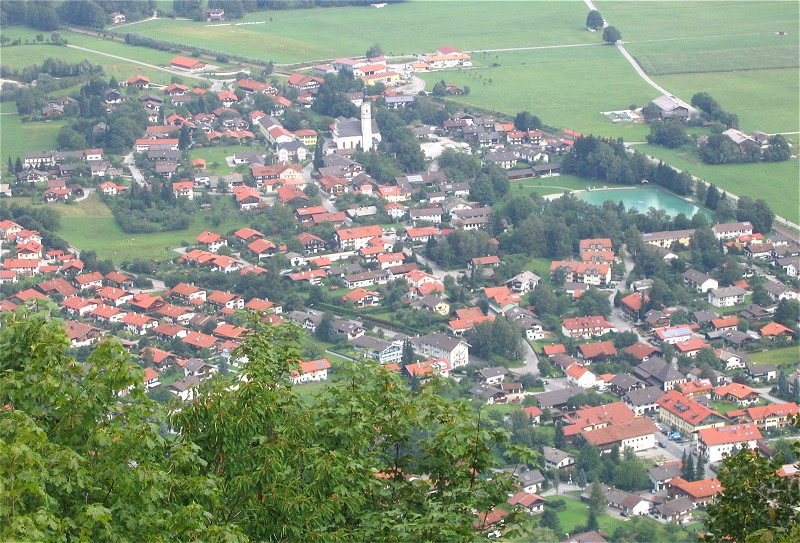
Flintsbach vom Petersberg aus gesehen
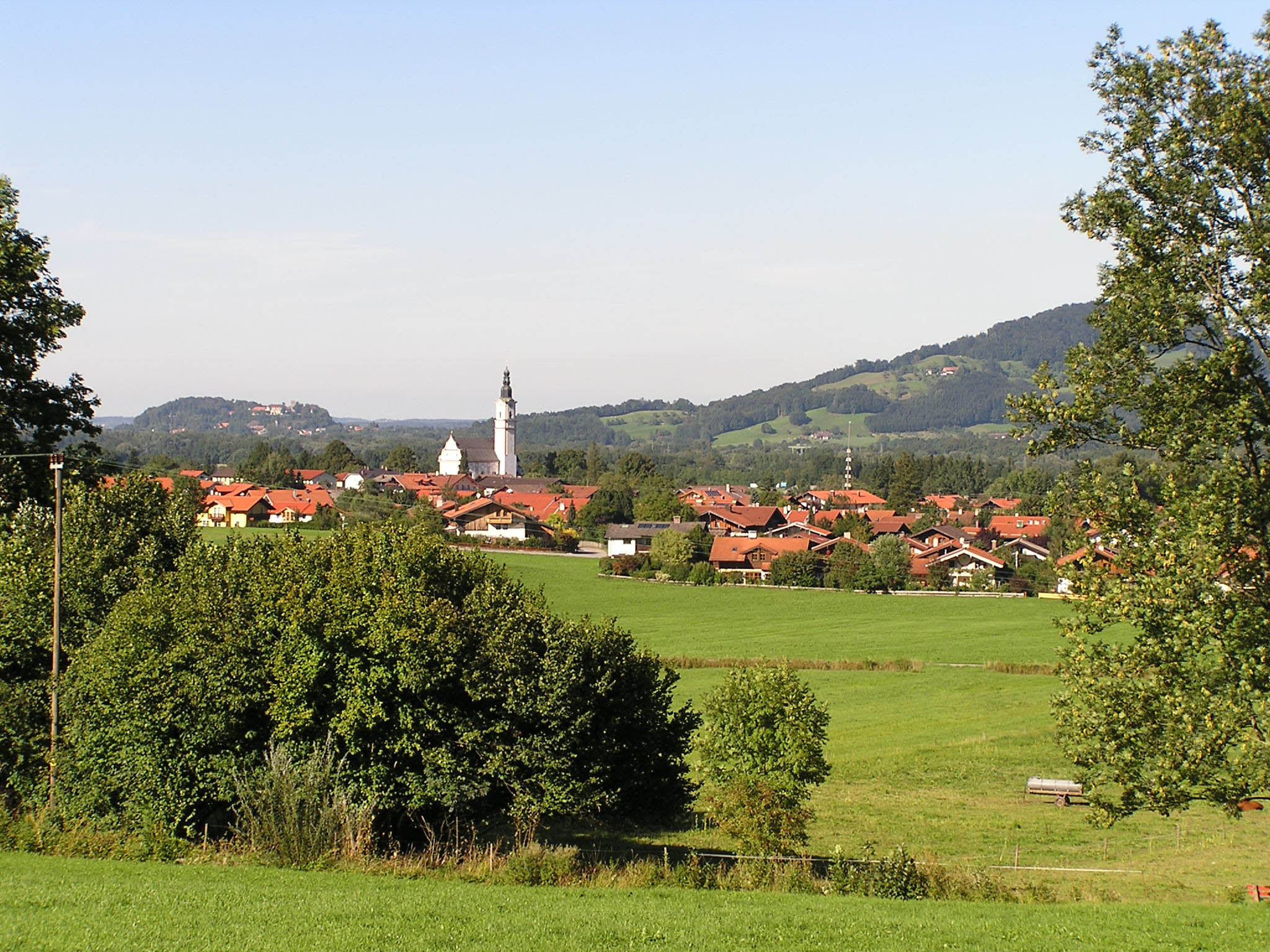
Flintsbach am Inn, im Hintergrund links Neubeuern, rechts der Samerberg
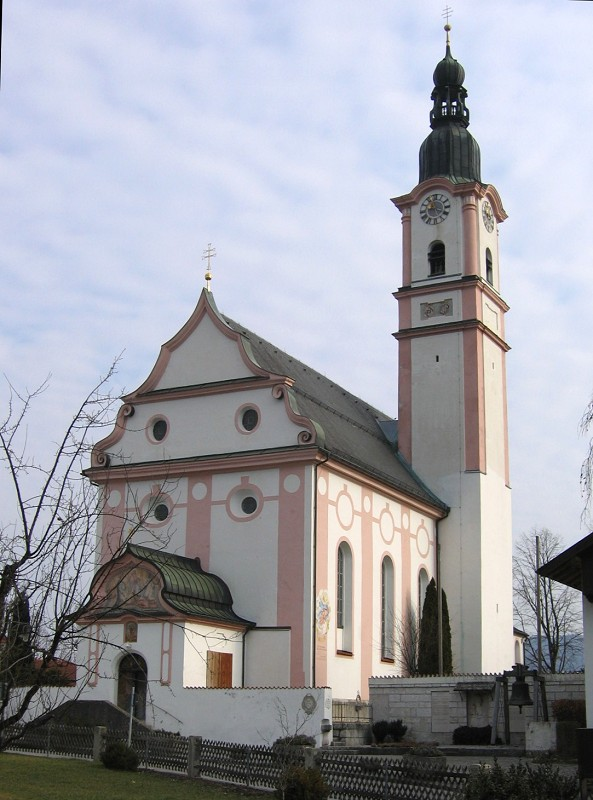
Pfarrkirche St. Martin
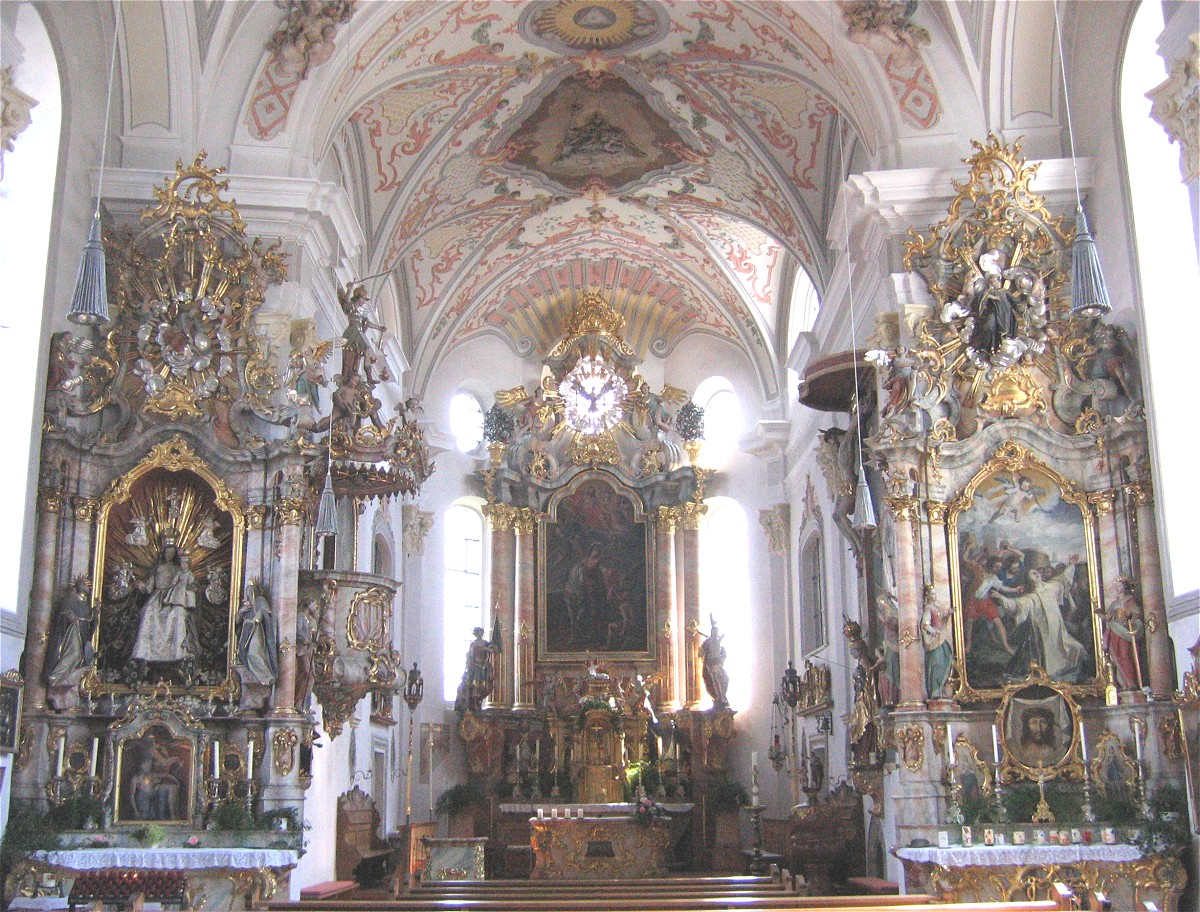
Pfarrkirche St. Martin, Innenraum
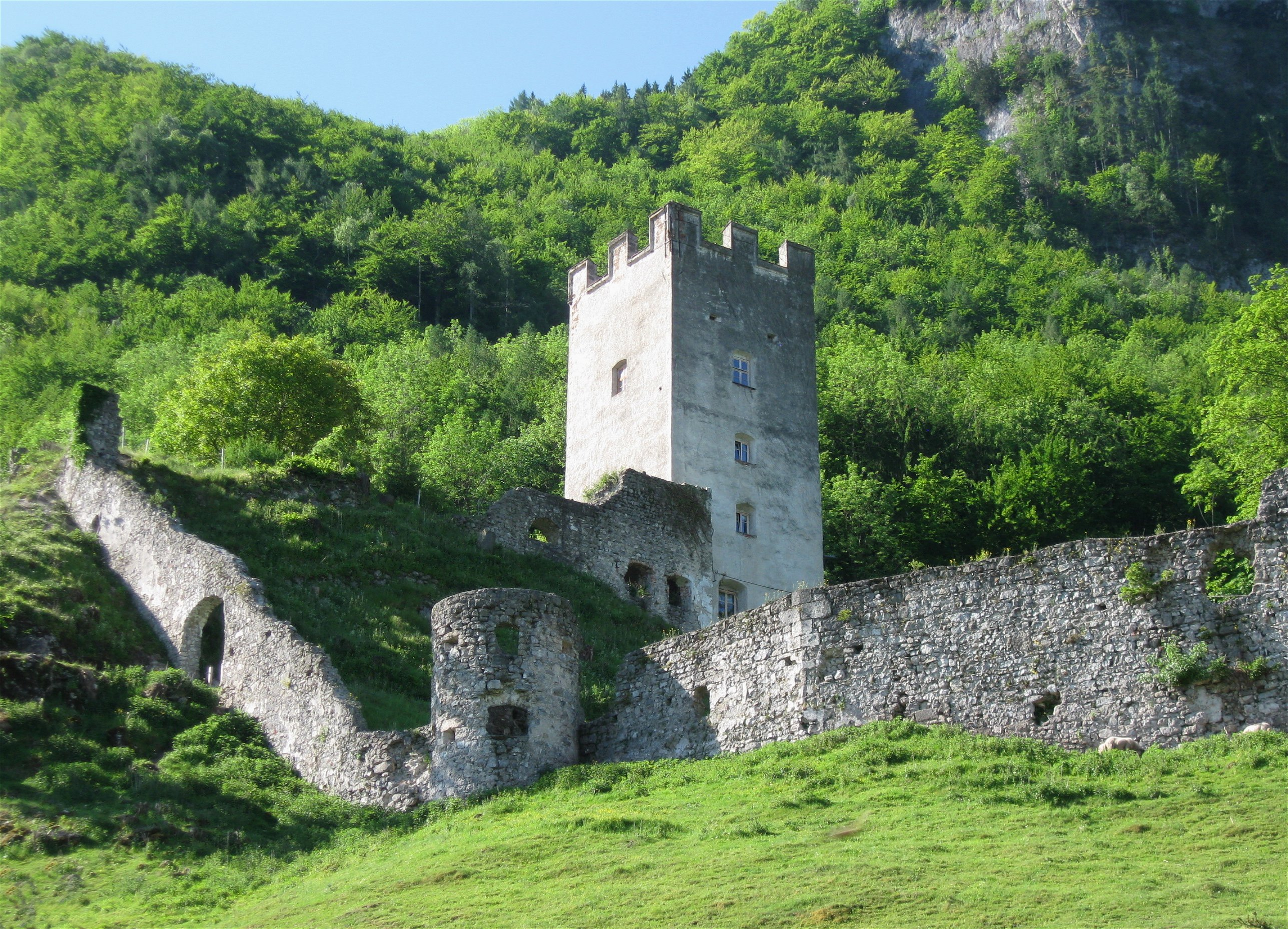
Burgruine Unter-Falkenstein
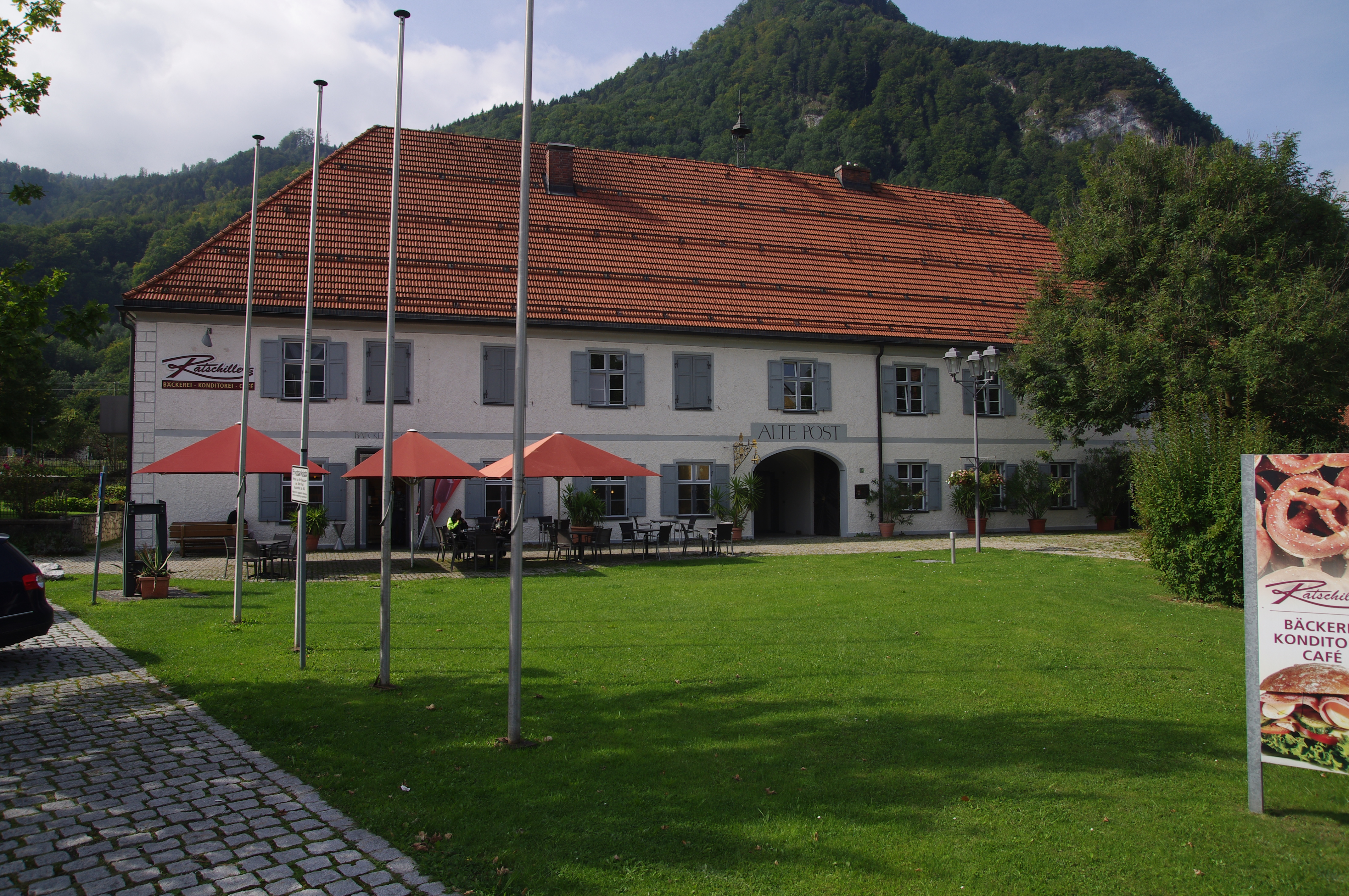
Alte Post (Fischbach)

### Musik
Die Musikkapelle Flintsbach e. V. wurde 1907 aus Mitgliedern der Chor-Musik-Gesellschaft gegründet. Der Zeitpunkt der Gründung der Chor-Musik-Gesellschaft kann aufgrund von Nachforschungen im Archiv der Pfarrei St. Martin in Flintsbach zwischen den Jahren 1800 und 1820 angegeben werden. Deshalb feierte die Musikkapelle Flintsbach im Jahre 2005 „200 Jahre Blasmusik Flintsbach“ in Verbindung mit dem Bezirksmusikfest des Inn-Chiemgau.
2016 hat die Musikkapelle erneut den Zuschlag bekommen das Bezirksmusikfest auszurichten.
Derzeit zählt die Musikkapelle 55 Musikanten und ist einer der Hauptkulturträger der Gemeinde. Jährlich findet am Ostersonntag das traditionelle Osterkonzert und in der Adventszeit ein Weihnachtskonzert statt. Am Silvestertag wird in 4 Gruppen an jeder Haustüre im Gemeindebereich das neue Jahr angespielt (Neujahrsanblasen).
Alle zwei Jahre im Herbst veranstaltet die Musikkapelle im Almgebiet Arzmoos am Sudelfeld ein Weisenbläsertreffen, das sich großer Beliebtheit erfreut.

### Sport und Freizeit
- Sportklettergebiet mit breitem Tourenspektrum (anspruchsvolle Klettertouren bis in den IX. Schwierigkeitsgrad)
- Riesenbergloipe (umfassendes Langlaufloipennetz)
- Bademöglichkeiten: Strandbad mit über 10.000 m² Wasserfläche und diversen Einrichtungen (Minigolf, Beachvolleyball, Spielplatz und Gastronomie), Hawaii-See, Campingsee und Kirnsteiner See

## Wirtschaft und Infrastruktur
In Flintsbach gibt es eine Vielzahl von Handwerksbetrieben, Gaststätten und Einzelhandelsgeschäften.
Die REWE-Gruppe betreibt einen Penny-Markt.
Größter Arbeitgeber der Gemeinde ist die Spedition Dettendorfer.
Öffentlicher Nahverkehr
- Schienenverkehr: Flintsbach hat einen Haltepunkt an der Strecke Rosenheim–Kufstein– (Innsbruck), der mindestens stündlich von dem Betreiber Bayerische Regiobahn unter der Linienbezeichnung RB54 bedient wird.
- Busverkehr: Flintsbach wird in der Saison von der Wendelsteinringlinie[13] angefahren. Abgesehen davon gibt es nur Busse im Rahmen der Schülerverkehrs.

## Persönlichkeiten
- Georg III. von Ortenburg (1473–1553), Domherr von Freising, Augsburg und Salzburg
- Abraham Millauer (1683–1758), Kirchenbaumeister des Rokokos, Erbauer der Pfarrkirche St. Martin
- Sebastian Dachauer (1778–1863), Theologe und Heimatforscher
- Otto von Steinbeis (1839–1920), deutscher Unternehmer und Industriepionier, in Flintsbach begraben
- Ernst Nittner (1915–1997), Historiker
- Josef Rosenegger (1917–2010), römisch-katholischer Geistlicher
- Christian Peschke (1946–2017), Bildhauer und Maler, in Flintsbach beigesetzt
- Werner Stocker (1955–1993), Schauspieler
- Wolfgang Berthaler (* 1956), langjähriger Bürgermeister und ehemaliger Landrat des Landkreises Rosenheim
- Michael Fischer (* 1976), Schauspieler
- Daniel Gärtner (* 1979), Sportwissenschaftler
- Daniel Hilpert (* 1981), ehemaliger Eishockeyspieler
- Patrick Hager (* 1988), Eishockeyspieler
- Jakob Lange (* 1995), Nordisch Kombinierer, Juniorenweltmeister Staffel
- Leon Vockensperger (* 1999), Snowboarder[14]